# Age of Empires: Definitive Edition
Age of Empires: Definitive Edition là một game chiến lược thời gian thực được phát triển bởi  Forgotten Empires và được phát hành bởi Microsoft Studios. Đây là một bản remaster sau cùng của Age of Empires, nhằm kỷ niệm 20 năm của bản gốc. Phần hình ảnh được cải thiện đáng kể, hỗ trợ độ phân giải 4K và chất lượng cuộc sống được cải tiến giúp game thêm phần sinh động. Game cũng bao gồm bản mở rộng The Rise of Rome từ bản gốc. Sau một thời gian trì hoãn, nó đã được phát hành vào ngày 20 tháng 2 năm 2018.

## Lối chơi
Lối chơi tương tự bản gốc, chỉ có phần hình ảnh được cải thiện đáng kể, hỗ trợ độ phân giải 4K và chất lượng cuộc sống được cải tiến giúp game thêm phần sinh động.

## Phát hành
Vào tháng 6 năm 2017, Adam Isgreen, giám đốc sáng tạo của Microsoft Studios đã công bố Age of Empires: Definitive Edition tại Electronic Entertainment Expo 2017 và nó được phát triển bởi studio nội bộ mới của Age of Empires, cụ thể là Forgotten Empires. Bản này có đồ họa được đại tu với sự hỗ trợ cho độ phân giải 4K, nhạc nền được làm lại và các cải tiến về lối chơi khác, và được lên kế hoạch phát hành vào ngày 19 tháng 10 năm 2017, nhưng bị trì hoãn cho đến tận ngày 20 tháng 2 năm 2018.

## Đón nhận
Age of Empires: Definitive Edition được phát hành thông qua Windows store và được tiếp nhận các đánh giá trái chiều hoặc trung bình và điểm số đầy sức thuyết phục là 69/100 trên Metacritic. PC Gamer đã chấm cho game 60/100 điểm, gọi trò chơi là "bản làm lại chắc chắn của một tựa game đã qua". GameSpot chấm cho game 6/10 điểm, ca ngợi đồ họa 4K và nhạc nền được nâng cấp nhưng chỉ trích các vấn đề cũ vẫn còn tồn tại. Destructiod đã cho game 8/10 điểm nhưng cho biết vẫn còn vấn đề với phần chơi mạng.